# Стрелец A
Стрелец А — комплексный радиоисточник, расположенный в центре нашей галактики. Состоит из объектов Стрелец A*, Стрелец А Восток и Стрелец А Запад.

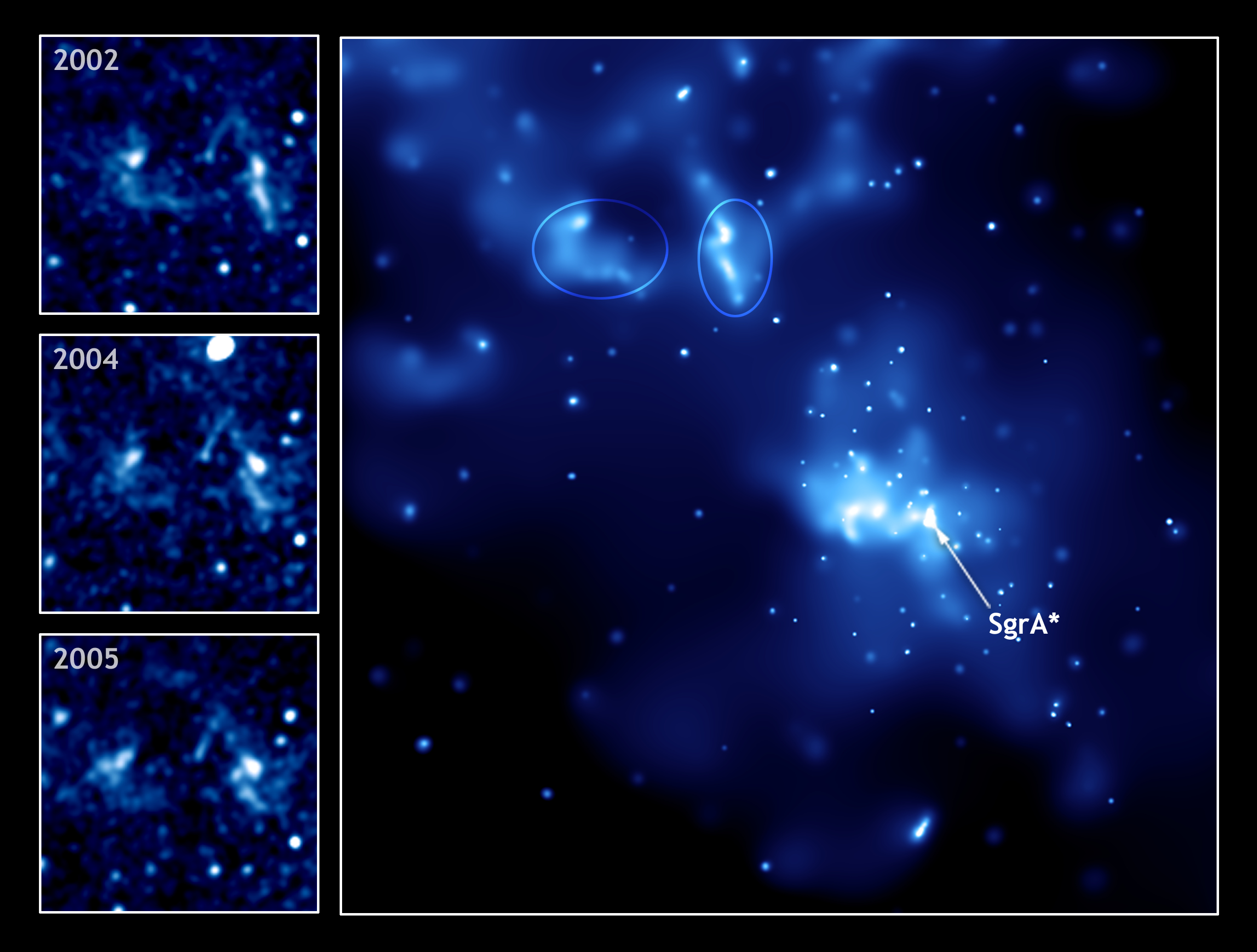
Рентгеновские снимки (телескоп Чандра) объекта Стрелец A

## Стрелец А Восток
Предположительно, останки сверхновой, взорвавшейся в период от 35 тыс. до 100  тыс. лет назад, вследствие приближения к объекту Стрелец А*; в ширину составляет примерно 25 световых лет.

## Стрелец А Запад
С Земли объект имеет вид спирали с тремя рукавами, является комплексом из трёх газопылевых облаков, вращающихся вокруг объекта Стрелец A* со скоростью 1000 км/с. Внешний слой облаков ионизирован. Источником ионизации являются скопления массивных звёзд.

## Стрелец A*
Объект является сверхмассивной чёрной дырой.
Галактические координаты объекта — 359,94423568° долготы, −00.04616002° широты. Расстояние от Земли составляет 27,00 ± 0,10 тыс. световых лет.